# 随机矩阵
在概率論和數學物理中，隨機矩陣（英語：Random matrix）是一個矩陣值的随机变量，也就是说，一个矩阵中的所有元素都是随机变量。

## 應用

### 物理
- 原子核物理学[2][3]，量子場論
- 量子混沌（quantum chaos）Bohigas–Giannoni–Schmit（BGS）猜想[4]
- 量子光學[5][6]
- 楊-米爾斯理論（量子色動力學）[7]
- 兩維的量子引力，AdS/CFT对偶，[8]
- 介观物理学,[9]
- 自旋转移矩,[10]
- 小数量子霍爾效果,[11]
- 安德森的本地化（Anderson localization）[12]
- 量子点,[13]
- 超导現象[14]

### 其他（AI、数学、统计）
- 数论，黎曼ζ函數和其他L函数的零分布，希尔伯特–波利亚猜想，黎曼猜想[15]
- 多元变量统计[16][17]
- 數值分析[18][19]
- 最优控制[20][21][22]
- 神经科学理论，混沌理论[22][23][24][25][26]
- 人工智能，机器学习，深度学习，深度神经网络[27][28][29]

## 随机矩阵模型
设{\displaystyle H}是{\displaystyle N\times N}的矩阵，有下面的概率测度：
{\displaystyle P(H)={\frac {1}{Z}}e^{-Ntr(V(H))}}
例子，高斯模型：{\displaystyle V(H)=H^{2}/2}。
- GUE (Gaussian Unitary Ensemble)：H是埃尔米特矩阵。通过1/N展开，維格納半圓分布描述H的大N特征值的機率密度函數{\displaystyle \rho (E)}。[1]
- GOE (Orthogonal)：H是对称矩阵
- GSE (Symplectic)：H是四元数的矩阵（Quaternion matrix）

## 阅读
- 陶哲轩的Topics in random matrix theory (https://terrytao.files.wordpress.com/2011/02/matrix-book.pdf （页面存档备份，存于）)
- 其他书：[30][31][32]
- 文章：[33][34][35][36]
- 原始文章：[37][38][39]
- Voiculescu, Free Probability Theory and Operator Algebras
- Speicher, Free Probability Theory (https://arxiv.org/pdf/0911.0087.pdf （页面存档备份，存于）)
- 徐一鴻的Quantum Field Theory in a Nutshell (Large N expansion)